# Vit (hästfärg)
De hästar som i folkmun kallas vita är oftast skimlar, den här artikeln handlar inte om skimlar.

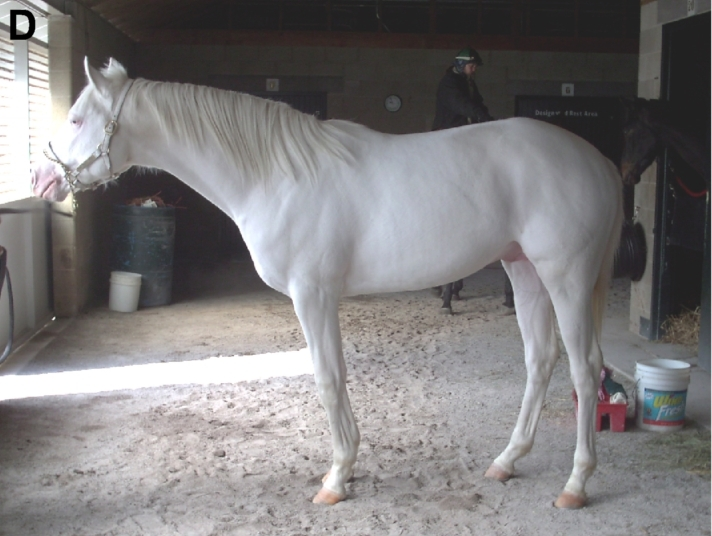
Vit häst

Vit är en väldigt ovanlig hästfärg som innebär att hästen har rosa skinn och vitt hår över hela kroppen och blå eller bruna/mörka ögon. Vita hästar föds vita och behåller samma färg hela livet.
I Sverige kallas vit ofta albino (även Cremello, Perlino, extrema skäckar och vissa Champagne färgade hästar kallas ofta albino). Detta stämmer inte, det finns inga rapporterade fall av äkta albino (som vit, fast med röda ögon) hos hästar.
Cremello är en vit häst med rosa hud och blåa ögon. Perlino kan ha en aning gulaktig päls och skäckar är fläckiga hästar. Inga av dem är albinos.

## Genetik

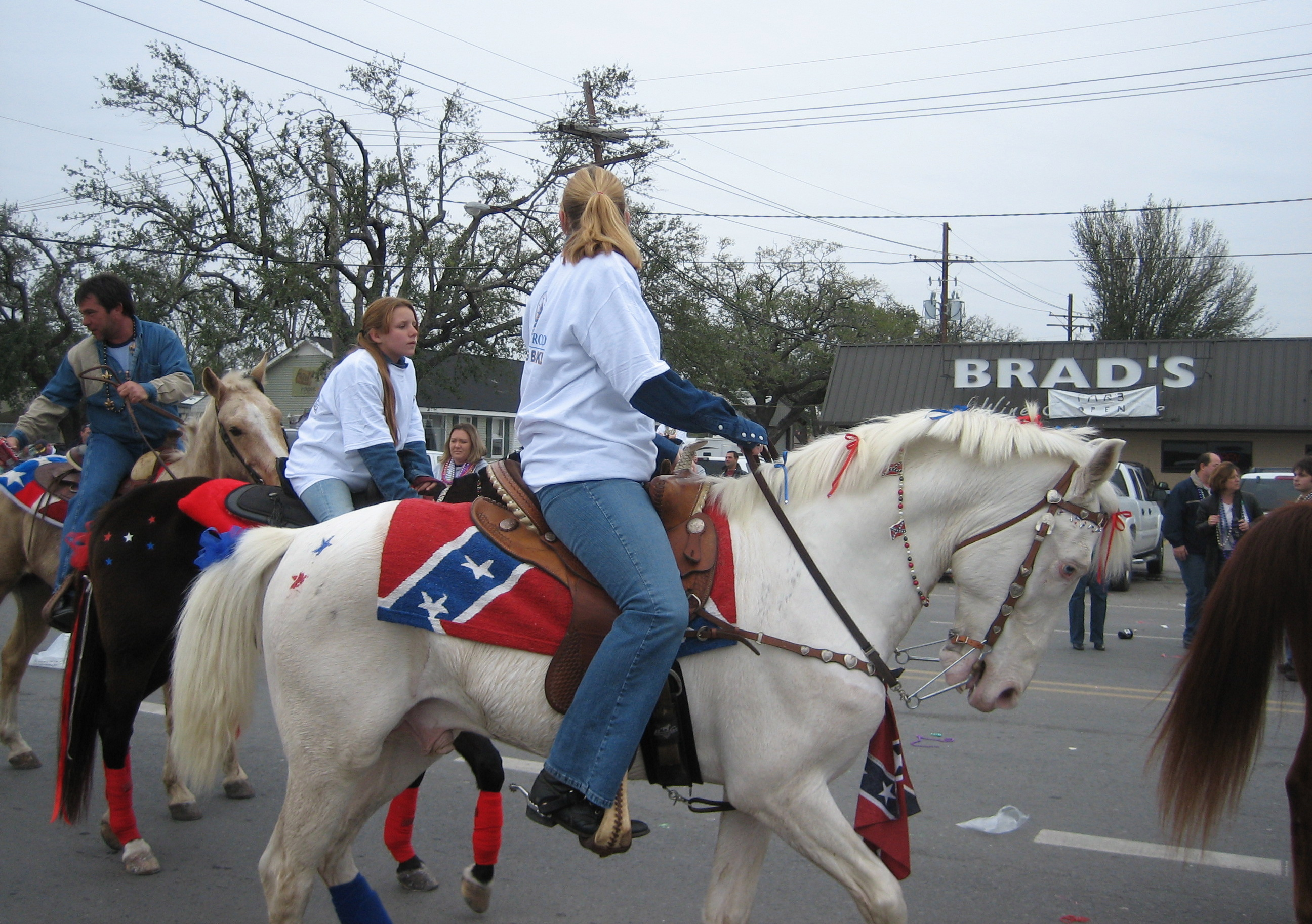
NemesisChalm, cremellofärgad häst.

En utbredd uppfattning om vita hästar är att de bär på en gen för dominant vit färg:
Vit skapas av en enkel kopia (Ww) av vit-genen (W). Dubbla kopior (WW) (dominant vit) är dödligt, och fölet dör i livmodern.
Andra forskare har däremot kommit fram till att den s.k. dominanta vita färgen inte beror på genen W, vars existens dessa forskare faktiskt helt avfärdar, utan på genen Sb1, den första formen av sabino som har kunnat kartläggas och DNA-verifieras. I enkel uppsättning (Sb1sb1) ger genen en ljus häst med vit buk och en flammig färgteckning som breder ut sig från ryggraden och nedåt. I dubbel uppsättning (Sb1Sb1) ger genen en helvit häst med bruna ögon. Dessa kallas på engelska "maximum expressed sabino", dvs maximalt utbredd sabino eller "sabino white", sabinovit.
Det är inte bekräftat, men inte helt omöjligt, att även andra, hittills ej kartlagda former av sabino också kan framkalla sabinovita hästar.